# Athetis pectinatissima
Athetis pectinatissima är en fjärilsart som beskrevs av Emilio Berio 1976/77. Athetis pectinatissima ingår i släktet Athetis och familjen nattflyn. Inga underarter finns listade i Catalogue of Life.